# 矢沢のん
矢沢 のん（やざわ のん、1986年9月19日 - ）は、日本の元グラビアアイドル、元タレント、元AV女優。
兵庫県神戸市出身。血液型 A型。身長 145cm。スリーサイズ B88(F)・W54・H80。

## 略歴
2004年にグラビアデビュー。2005年頃まで「相刀鈴（あいば りん）」という名前で活動していた時期がある。
雑誌・テレビ・ラジオなど様々な活動を経て、2008年5月25日の公式ブログにてAV女優に転身することを明らかにした。SODクリエイト専属。
2009年7月の『芸能人 矢沢のん 約束』をもってSODstar（SODクリエイト）を卒業。その後、SODサイトにより正式に引退が報じられた。(確認・2011年公式サイトより。)

## 出演作品

### イメージDVD
- A-Ha （2005年7月29日、イーネット・フロンティア） ※「相刀鈴」名義

### アダルトビデオ
2008年
- 芸能人 矢沢のん 関西発 現役「TVタレント」デビュー （7月4日、SODクリエイト）　監督：Keita★No.1
- 芸能人 矢沢のん コスプレ天国 （8月7日、SODクリエイト）監督：Keita★No.1
- 芸能人 矢沢のん ビンカンBODY超H いけない！のん先生 （9月4日、SODクリエイト）
- 矢沢のん 120%H 同棲日記 （10月9日、SODクリエイト）
- 芸能人 矢沢のん オナニーのお手伝いしてあげる… （11月6日、SODクリエイト）
- 芸能人 最初で最後の大乱交 4時間SP （12月4日、SODクリエイト）

2009年
- 芸能人 矢沢のん どすけべセックス8コスプレ4時間SP （1月1日、SODクリエイト）
- 芸能人 矢沢のん 初中出し天国 〜超高級ルームサービス〜 （3月5日、SODクリエイト）
- 芸能人 矢沢のん 超ヤリまくりイキまくり24時間ぶっかけSEX （4月4日、SODクリエイト）
- 芸能人 矢沢のん 失禁するほど…。 （5月7日、SODクリエイト）
- 芸能人 矢沢のん 日本縦断!?羞恥の旅 （6月4日、SODクリエイト）
- 芸能人 矢沢のん 約束 （7月9日、SODクリエイト）

2010年
- SOD Star DEBUT collection　（4月6日、SODクリエイト）

### テレビ
- ランク王国 （TBS）
- VISUAL ROCK GATE （テレビ大阪）
- 今夜もハッスル （サンテレビ） - 『MISSION ROOM』コーナー出演 2008年7月
- 桃のふくらみ（MONDO TV）

　ほか

### ラジオ
- 矢沢のんnoモンロー魂（FM千里）
- がちっ娘〜GACHIKKO（文化放送）

### 映画
- 僕と彼女の××× （2005年10月5日）

## 書籍

### 写真集
- Girls MIX （2005年4月、バウハウス） ※「相刀鈴」名義
- ぱんつのんのん （2008年5月、メディア・クライス）